# Habenaria abortiens
Habenaria abortiens är en orkidéart som beskrevs av John Lindley. Habenaria abortiens ingår i släktet Habenaria och familjen orkidéer. Inga underarter finns listade i Catalogue of Life.